# 카푸에두더지쥐
카푸에두더지쥐(Fukomys kafuensis)는 뻐드렁니쥐과에 속하는 설치류의 일종이다. 잠비아의 토착종이다. 자연 서식지는 습윤 사바나 지역이다.